# Babice (Silezië)
Babice is een dorp in het Poolse woiwodschap Silezië, in het district Raciborski. De plaats maakt deel uit van de gemeente Nędza en telt 883 inwoners.
In deze plaats bevindt zich Station Babice. Tijdens de Tweede Wereldoorlog bevond zich hier het werkkamp Babitz.